# Бычий остров
Бы́чий остров — остров в дельте Невы на территории Санкт-Петербурга, ограниченный Средней Невкой, Гребным каналом и Финским заливом.

## История
Финское название Хяркясаари (фин. Härkäsaari — бычий остров). Современное название Бычий остров известно с XIX века и представляет собой перевод финского названия. От Крестовского острова Бычий остров отделялся небольшой речкой Винновкой, которая, изгибаясь с северо-востока на юго-восток, делала Бычий остров по очертаниям похожим на голову быка.
В 1960-е годы в связи с прокладкой Гребного канала конфигурация острова была изменена. Русло Винновки полностью вошло в канал; кроме того, при прокладке канала была срезана «ножка» острова и были намыты территории на западе острова, а с запада и востока вдоль русла канала образовались две узкие косы.
В те же годы на Бычьем острове началось строительство спортивной базы, а по восточной косе была проложена дорога.
Несмотря на постройку спортивной базы, большая часть острова оставалась заросшей и неосвоенной вплоть до 2011 года. В 2011 году началась расчистка острова для строительства спортивного клуба дзюдо «Явара-Нева».
К 2015 году конструкции здания спортивного клуба были возведены. Также была проложена новая дорога по западной косе; протока на западной косе была проложена в новом месте, а старая — засыпана.
1 сентября 2019 года на острове открыт филиал Пансиона воспитанниц Министерства обороны Российской Федерации.

## Мосты
До 1960-х годов Бычий остров с Крестовским никак не соединялся, так как на нём не было никаких построек.
После прокладки Гребного канала Крестовский и Бычий острова соединили мостом через протоку в восточной косе канала.
В 2013—2014 годах был реконструирован мост на восточной косе, а в конце 2014 года началось строительство нового моста — через протоку в западной косе.
В 2015—2016 годах на восточной косе была сделана новая протока, через которую был переброшен новый мост. Старая протока была засыпана, а старый мост — разобран.
В конце 2015 года Топонимическая комиссия предложила дать мостам названия «Бычий» (на восточной косе) и «Гребной» (на западной косе). 5 июля 2017 года данные названия были официально утверждены.